# Blohm & Voss Ha 140
Ha 140 là một loại thủy phi cơ đa năng của Đức, sản xuất trong thập niên 1930.

## Tính năng kỹ chiến thuật (Ha 140 V2)
Dữ liệu lấy từ Aircraft of the Third Reich
Đặc tính tổng quan
- Kíp lái: 3
- Chiều dài: 16,75 m (54 ft 11 in)
- Sải cánh: 22 m (72 ft 2 in)
- Chiều cao: 3,05 m (10 ft 0 in)
- Diện tích cánh: 92 m2 (990 foot vuông)
- Trọng lượng rỗng: 6.300 kg (13.889 lb)
- Trọng lượng có tải: 8.500 kg (18.739 lb)
- Trọng lượng cất cánh tối đa: 9.230 kg (20.349 lb)
- Sức chứa nhiên liệu: 2,365 l (1 gal Anh)
- Động cơ: 2 × BMW 132K \, 597 kW (801 hp) mỗi chiếc khi cất cánh

619 kW (830 hp) trên độ cao 1,000 m (3 ft)
- Cánh quạt: 3-lá

Hiệu suất bay
- Vận tốc cực đại: 320 km/h (199 mph; 173 kn) trên mực nước biển

333 km/h (207 mph) trên độ cao 3,000 m (10 ft)
- Vận tốc hành trình: 295 km/h (183 mph; 159 kn) ở 85% công suất, trên mực nước biển
- Tầm bay: 1.150 km (715 mi; 621 nmi) với 1,390 l (0 gal Anh) nhiên liệu
- Tầm bay chuyển sân: 2.000 km (1.243 mi; 1.080 nmi) với 2,365 l (1 gal Anh) nhiên liệu
- Trần bay: 5.000 m (16.404 ft)
- Thời gian lên độ cao: 3,000 m (10 ft) trong 11 phút 30 giây

5,000 m (16 ft) trong 39 phút

Vũ khí trang bị

- Súng: 2× súng máy MG 15 7,92 mm (0,312 in)
- Bom: 1× ngư lôi 952 kg (2.099 lb) hoặc 4× quả bom 250 kg (551 lb)